# Thanh Hóa (Stadt)

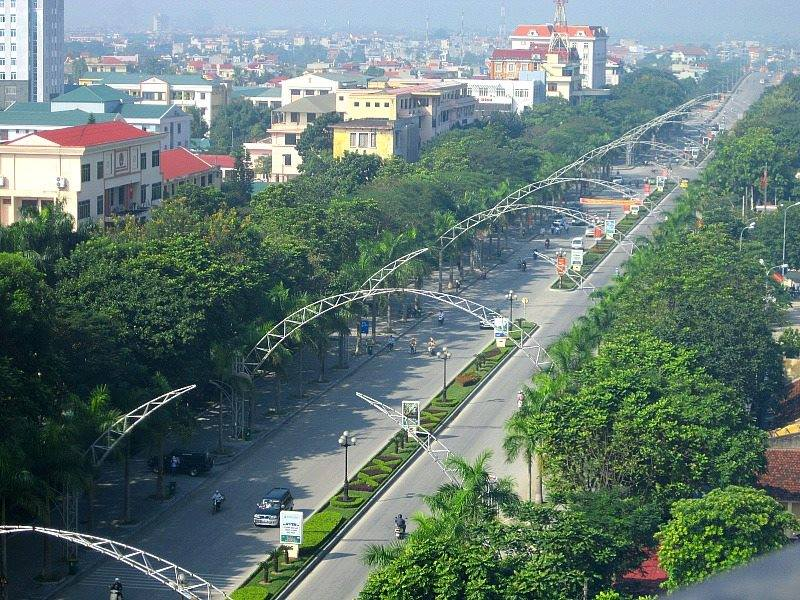
Teilansicht der Stadt mit der Le Loi Avenue

Thanh Hóa ist eine Stadt in Vietnam. Sie liegt in der nördlichen Hälfte des Landes und ist die Hauptstadt der Provinz Thanh Hóa.
Die Bevölkerungszahl wurde 2018 auf etwa 560.000 geschätzt.

## Geografie
Thanh Hóa liegt in einer Ebene am rechten Ufer des Ma in der Region Bắc Trung Bộ (Nördliche Küstenregion). Und nahe von Bergen, unter denen der Hàm Rồng und der Mật Sơn die höchsten sind.

## Geschichte
Die Region ist zwar schon lange besiedelt, dennoch ist die Stadt eine Gründung der Neuzeit. Im Indochinakrieg der Viet Minh gegen die Franzosen war die Stadt eine Hochburg der Unabhängigkeitsbewegung. Im Vietnamkrieg wurde sie von den Amerikanern so stark zerstört, dass sie nachher neu aufgebaut werden musste. Die katholische Kathedrale hat die Bombardements überstanden und ist eines von wenigen sehenswerten Gebäuden der Stadt.

## Klima
Die Stadt liegt im Gürtel des tropischen Monsunklimas und hat vier Jahreszeiten. In der Sommerzeit von April bis November ist es meist heiß und schwül mit Temperaturen bis über 40 Grad. Wenn in dieser Jahreszeit der Wind aus Richtung Sibirien weht, können die Werte aber auch deutlich tiefer liegen. In den kühleren Monaten von November bis März erreichen die Durchschnittstemperaturen 17 bis 20 Grad. In den Monaten Dezember bis Februar gibt es die wenigsten Regentage und nur geringe Niederschläge. Zwischen Juni und Ende Oktober ist Regenzeit. In der Haupt-Monsunzeit von August bis Oktober fällt mehr als die Hälfte des Jahresniederschlags.

## Verwaltung
Seit 2012 besteht die Stadt aus 20 Stadtteilen und 17 Landgemeinden. Die Stadtteile hatten (Volkszählung 2009) 219.383 Einwohner auf einer Fläche von 61,45 km², die Landgemeinden 103.160 Einwohner auf 85,85 km². Gesamthaft 322.543 Einwohner auf 147,3 km² (2190 Einwohner/km²).
| Stadtteil   | Einwohner | Fläche in km² | Landgemeinde | Einwohner | Fläche in km² |
| An Hoạch    | 6.285     | 2,55          | Đông Hưng    | 4.147     | 4,36          |
| Ba Đinh     | 10.108    | 0,7           | Đông Lĩnh    | 7.635     | 8,83          |
| Đien Biên   | 7.391     | 0,68          | Đông Tân     | 7.051     | 4,51          |
| Đong Thọ    | 21.445    | 3,64          | Đông Vinh    | 3.371     | 4,38          |
| Đong Cương  | 10.592    | 6,8           | Hoằng Anh    | 3.692     | 3,49          |
| Đong Hải    | 8.754     | 6,84          | Hoằng Đai    | 3.787     | 4,67          |
| Đong Hương  | 12.155    | 3,37          | Hoằng Long   | 2.871     | 2,29          |
| Đong Sơn    | 13.978    | 0,84          | Hoằng Lý     | 3.021     | 2,9           |
| Đong Vệ     | 21.668    | 4,78          | Hoằng Quang  | 6.166     | 6,28          |
| Hàm Rồng    | 5.262     | 4,18          | Quảng Cát    | 7.967     | 6,9           |
| Lam Sơn     | 10.201    | 0,86          | Quảng Đông   | 5.067     | 6,6           |
| Nam Ngạn    | 11.385    | 1,58          | Quảng Phú    | 6.977     | 6,6           |
| Ngọc Trạo   | 10.960    | 0,54          | Quảng Tâm    | 9.518     | 3,7           |
| Phú Sơn     | 10.716    | 1,93          | Quảng Thịnh  | 7.850     | 5,6           |
| Quảng Hưng  | 9.701     | 5,73          | Thiệu Dương  | 9.838     | 5,66          |
| Quảng Thành | 11.169    | 8,49          | Thiệu Khánh  | 9.039     | 5,38          |
| Quảng Thắng | 7.768     | 3,55          | Thiệu Vân    | 5.163     | 3,7           |
| Tào Xuyên   | 5.400     | 2,75          |              |           |               |
| Tán Sơn     | 11.333    | 0,78          |              |           |               |
| Trường Thi  | 13.112    | 0,86          |              |           |               |

## Wirtschaft
Der Dienstleistungssektor und der Industriesektor sind mit je etwa 46 % der arbeitenden Bevölkerung die Säulen der Wirtschaft. In den Bereichen Landwirtschaft, Forstwirtschaft und Fischerei arbeiten nur noch weniger als 8 % der Beschäftigten.
Die Stadt hat zwei bedeutende Industriegebiete. Einerseits ist dies die Le Mon Industrieregion mit dem Hafen östlich des Stadtzentrums. Und andererseits das Industriegebiet Dinh Huong zwei km nördlich des Stadtzentrums.

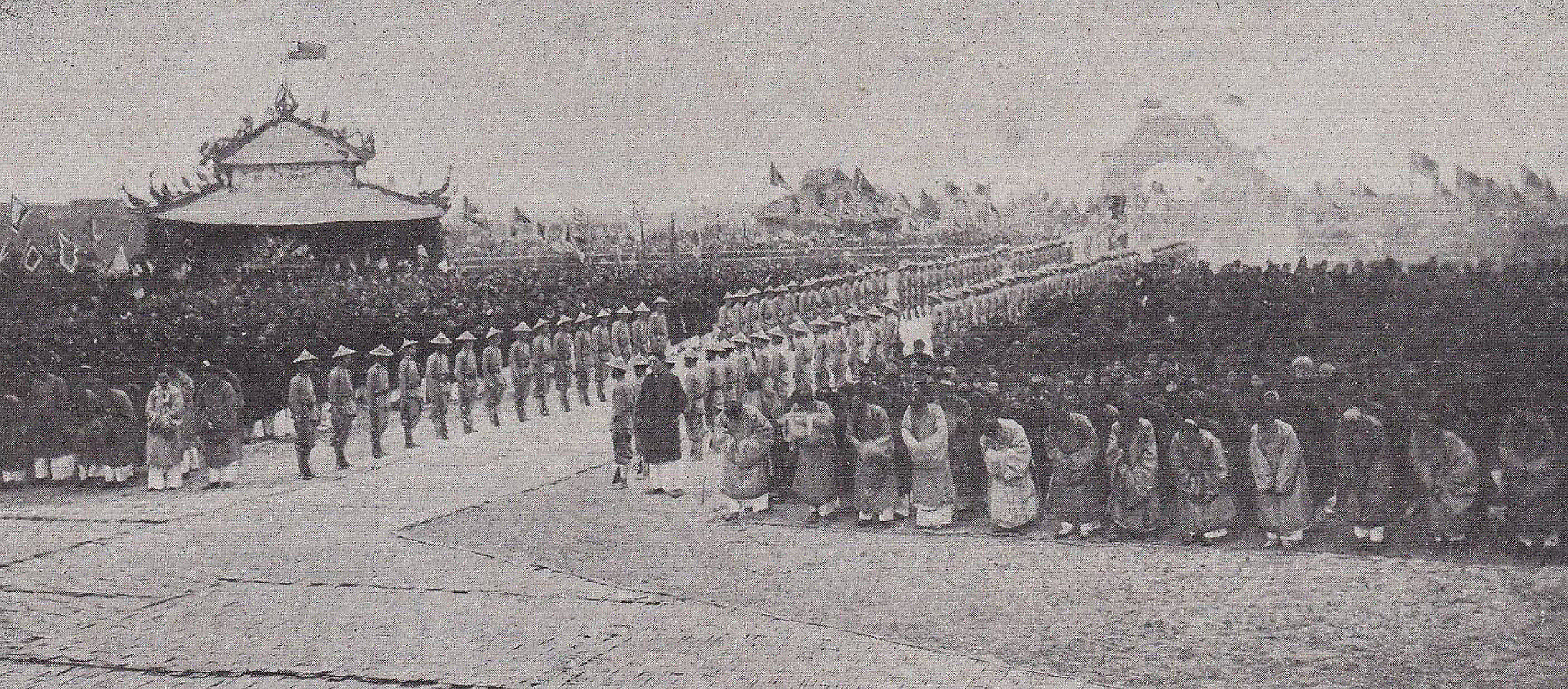
Seine Majestät Bao-Dai pilgerte am 17. Tag des 10. Monats (4. November 1932) zu den Gräbern der Vorfahren der Dynastie in Thanh-Hóa.

## Verkehr
Thanh Hóa ist verkehrstechnisch in allen Bereichen gut an die Zentren im Norden und im Süden angebunden. Über die Straße, den sogenannten Highway 1, ist Thanh Hóa direkt mit der Hauptstadt Hanoi (ca. 149 km) im Norden und mit Ho-Chi-Minh-Stadt (ca. 1004 km) im Süden verbunden. Von Thanh Hóa aus verkehren zahlreiche Buslinien in die Gemeinden der Umgebung.
Die Stadt ist Bahnstation des Wiedervereinigungsexpress (Nord-Süd-Bahn) 176 km von Hanoi und 1550 km von Ho-Chi-Minh-Stadt entfernt.
Seit 2013 hat die Stadt mit dem Tho Xuan Flughafen (früher Sao Vàng Flughafen) einen eigenen Flughafen ca. 45 km nordwestlich der Stadt.
Für die Schifffahrt ist der 4 km östlich des Stadtzentrums liegende Hafen Le Mon wichtig.

## Söhne und Töchter der Stadt
- Trọng Tấn (* 1976), Sänger